# Bambi-Verleihung 1948
Die 1. Bambi-Verleihung war keine Veranstaltung. Die Bambis wurden den Gewinnerinnen und Gewinnern nach Hause geliefert. 

## Die Preise
In den ersten Jahren des Bambi verliefen die Verleihungen formlos; es gab keine Veranstaltung dazu. Stattdessen wurde die Preise, damals Rehstatuen aus Porzellan, den Gewinnern geliefert.

### Die erste Gewinnerin
Der erste Bambi (der damals allerdings noch keinen Namen hatte) in der Kategorie Schauspielerin ging an Marika Rökk. Sie gewann die Abstimmung mit 16,5 % der Stimmen vor Phyllis Calvert mit 7,1 % und Margaret Lockwood mit 6,3 %. Als Marika Rökk ihren Preis zum ersten Mal nach Hause brachte, soll ihre damals vierjährige Tochter Gaby davon begeistert gewesen sein und ausgerufen haben „Oh, das sieht ja aus wie Bambi!“ Seit der zweiten Verleihung 1949 heißt der Preis Bambi.

### Jean Marais oder Stewart Granger?
Die Frage, wer den ersten Bambi in der Kategorie Schauspieler gewann, ist ungeklärt. Lange Zeit galt Jean Marais als Preisträger von 1948. So wurde er für die Bambi-Verleihung 1998 eingeladen, um in der Verleihung zum 50. Jubiläum als Laudator für Marika Rökk aufzutreten, die einen Jubiläumsbambi gewann. In Frage gestellt wurde der Bambi-Gewinner für 1948 als die Ergebnisse der Publikumswahl veröffentlicht wurden. Stewart Granger hatte mit 21,8 % die meisten Stimmen auf sich vereinigen können. Jean Marais kam mit 12,7 % auf Platz zwei vor Wolf Albach-Retty mit 5,8 % und Johannes Heesters. Seitdem wird häufig Stewart Granger als Gewinner geführt. Bambi.de selbst führt für 1948 weiterhin Jean Marais in der Preisträgerdatenbank.

### Die Filme
Laut Filmportal.de gingen 1948 Bambis an die Filme Ehe im Schatten unter der Regie von Kurt Maetzig als künstlerisch wertvollster deutscher Nachkriegsfilm  und an Film ohne Titel, produziert von Helmut Käutner, als geschäftlich erfolgreichster deutscher Nachkriegsfilm. Dies lässt vermuten, dass Maetzig und Käutner 1948 Bambis erhalten haben, in der Preisträgerdatenbank von Bambi.de findet sich allerdings nur Kurt Maetzig.

## Preisträger
Die folgende Liste der Preisträger folgt der Siegerliste von Bambi.de.

### Regisseur
Kurt Maetzig für Ehe im Schatten

### Schauspieler
Jean Marais

### Schauspielerin
Marika Rökk